# Taufstein (Vogelsberg)

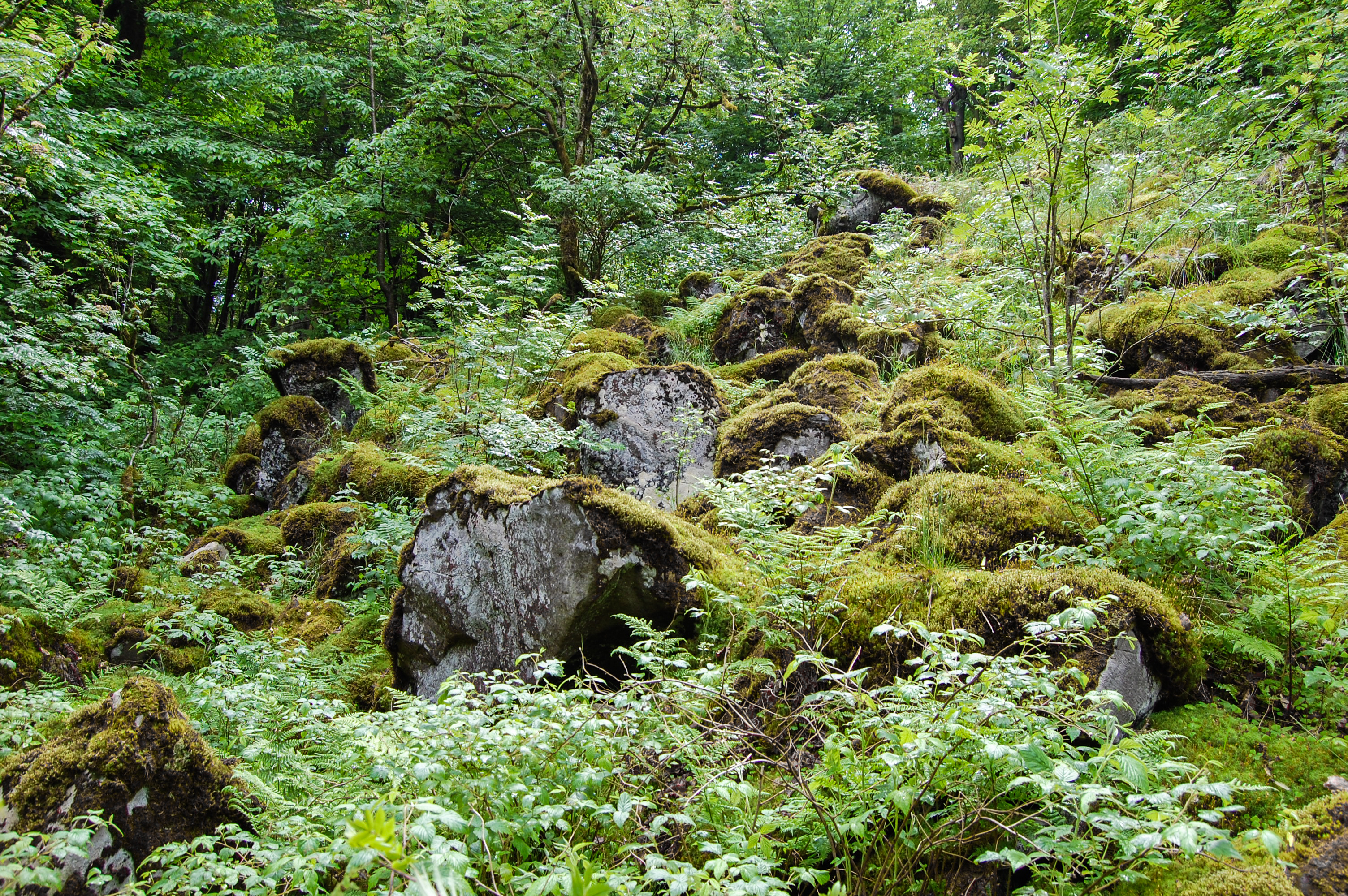
Blockfelder am Taufstein

Der Taufstein ist mit 773 m ü. NHN der höchste Gipfel im Vogelsberg. Er befindet sich bei Breungeshain im hessischen Vogelsbergkreis. Trotz einer beachtlichen Dominanz von 43 km  und einer Schartenhöhe von 406 m fällt der Taufstein als Einzelberg kaum auf, da er aus der Gesamterhebung des Vogelsbergs nur wenig hervortritt. Auf ihm steht der 1910 fertiggestellte Bismarckturm.

## Geographie

### Lage
Der Taufstein erhebt sich im Naturpark Vulkanregion Vogelsberg in der Gemarkung von Breungeshain, einem Stadtteil von Schotten. Sein Gipfel liegt 2,5 km nordöstlich von Breungeshain und 6 km (jeweils Luftlinie) westlich des Grebenhainer Ortsteils Ilbeshausen-Hochwaldhausen. Etwa 1000 m südwestlich des Taufsteins liegt als sein südwestlicher Vorposten und Touristenmagnet des Oberwaldes der Hoherodskopf (763,8 m) und 2,4 km östlich befindet sich der Nesselberg (716,2 m). Der Taufstein bildet mit diesen Erhebungen und dem Sieben Ahorn (752,7 m), der Herchenhainer Höhe (733,1 m), dem Mückeberg (728,3 m) sowie dem Geiselstein (Vogelsberg) (720,4 m) einen wenig strukturierten, relativ flachen Kamm, der etwa NW–SE ausgerichtet ist.

### Naturräumliche Zuordnung
Der Taufstein gehört in der naturräumlichen Haupteinheitengruppe Osthessisches Bergland (Nr. 35) und in der Haupteinheit Hoher Vogelsberg (351) zur Untereinheit Oberwald (351.2).

### Rhein-Weser-Wasserscheide und Fließgewässer
Über den Gipfel des Taufsteins verläuft die Rhein-Weser-Wasserscheide. An der Nordflanke des Berges liegt im Sattel zum Nachbargipfel Sieben Ahorn (753 m) mit dem Naturschutzgebiet Breungeshainer Heide ein Hochmoor, an dessen Westrand die Nidda entspringt, deren Wasser über den Main in den Rhein fließt. Das Moor ist etwa 5 Hektar groß. Auf seiner Südflanke entspringen Quellbäche der Nidder, eines Zuflusses der Nidda. Östlich des Gipfels liegt die Quelle der Altefeld, deren Wasser durch die Schlitz und die Fulda die Weser erreicht.

## Geologie
Ebenso wie der nahe gelegene Hoherodskopf bildet der Taufstein einen Ausschnitt einer Decke aus Basanit, einem basischen, dunkelgrau-schwarzen, kompakten und an Kieselsäure armen Vulkangestein. Die zahlreichen übereinander gestapelten Decken gehen auf die Ausbrüche zahlreicher kleinerer Vulkane zurück, deren eigentliche Vulkanbauten (vermutlich ehemals Schlackenkegel) restlos durch Erosion abgetragen sind. Die Decken erreichen im Hohen Vogelsberg mehrere Hundert Meter Gesamtmächtigkeit.
Im Pleistozän haben sich durch periglaziale Frostverwitterung an seinem Nord- und Westhang daraus ausgedehnte Blockhalden gebildet, die heute waldbedeckt sind. Ihre Entstehung ist auf die Kaltzeit zurückzuführen, während der die Vogelsbergregion zwar nicht vergletschert war, aber dennoch durch die Kälte geprägt war. Infolge des Wechsels von Auftauen und Wiedergefrieren der oberen Bodenschichten bildeten sich im Permafrostboden Kryoturbationen, die Eisdruck hervorriefen. Dieser beförderte große Blöcke nach oben. Die anschließende Erosion spülte das feine Material weg und hinterließ das Blockmeer.

## Schutzgebiete

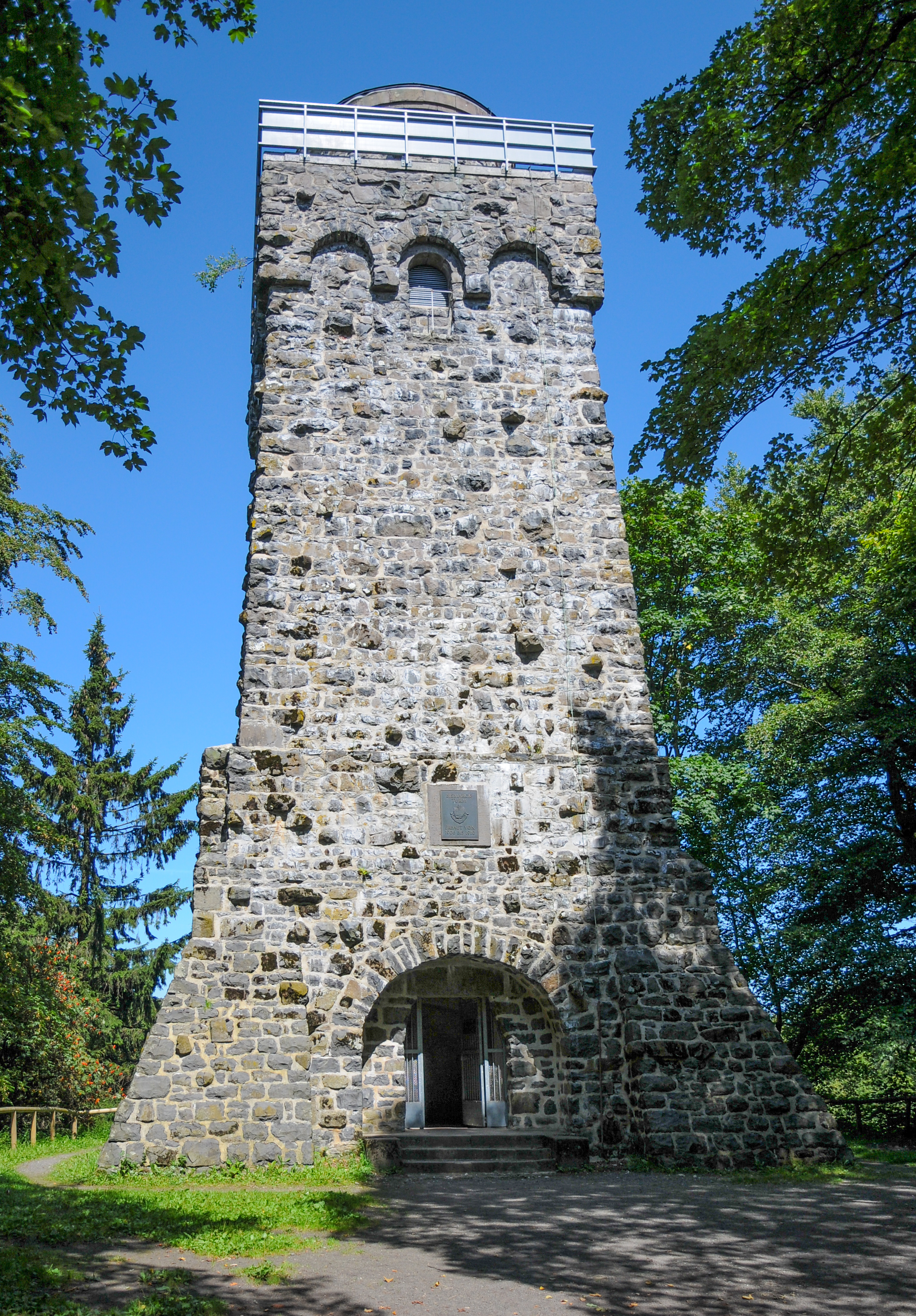
Bismarckturm

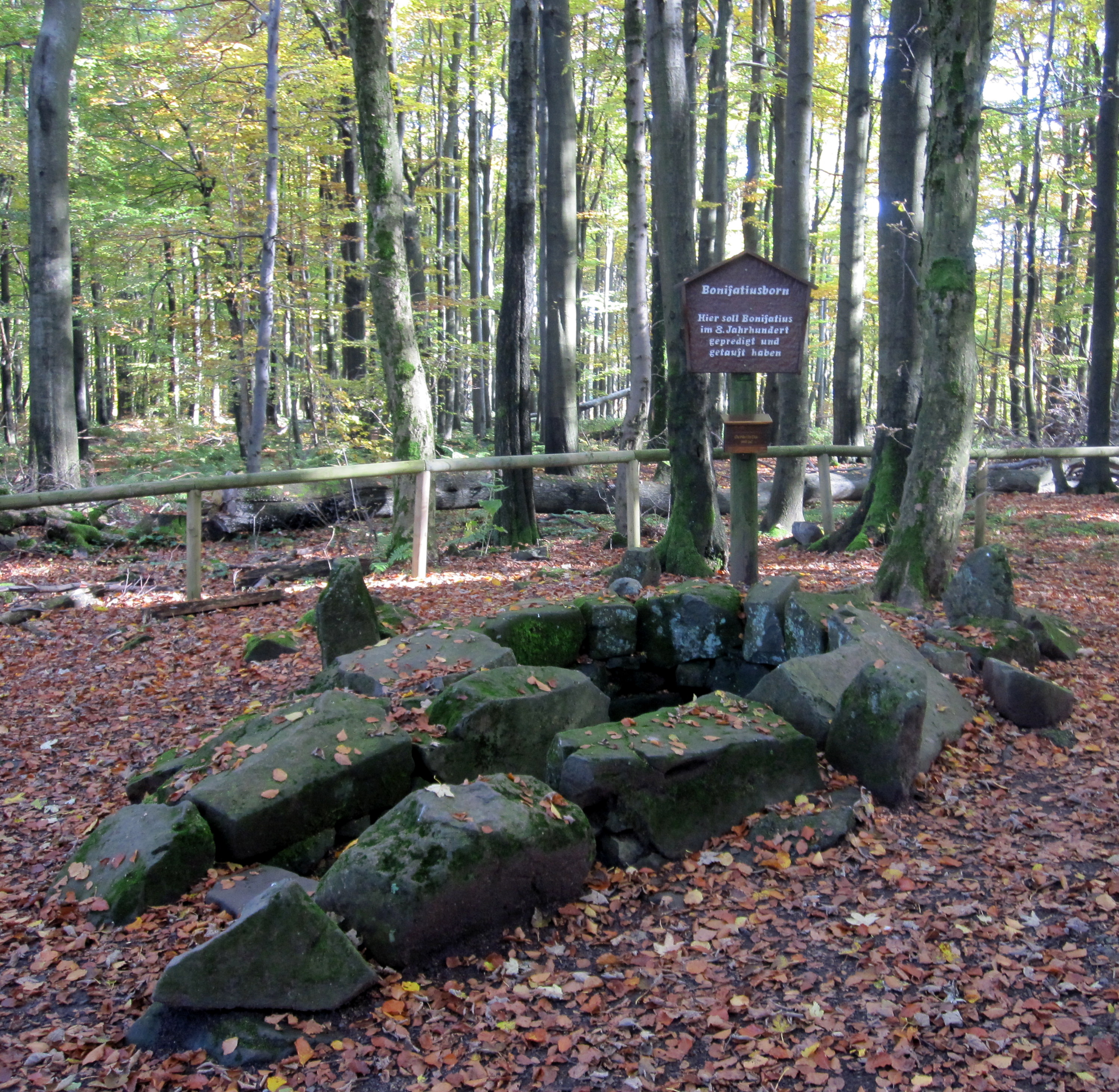
Bonifatiusborn

Auf der Gipfelregion des Taufsteins liegt das Naturschutzgebiet (NSG) Blockfelder am Taufstein (CDDA-Nr. 81424; 1973 ausgewiesen; 7,31 ha groß) mit den aus Basalt bestehenden Blockhalden des nördlichen Berghangs. Viele Farne sind im sich der Natur überlassenen Wald zu finden. Nördlich des Berges befindet sich das NSG In der Breungeshainer Heide (CDDA-Nr. 81991; 1974; 64,37 ha), bis an den Fuß der Nordwestflanke reichen Teile des NSG Oberes Niddatal / Forellenteiche (CDDA-Nr. 164885; 1973; 130,79 ha) und bis auf die Westflanke solche des NSG Die Oberweide bei Breungeshain (CDDA-Nr. 344580; 1995; 10,7 ha). Bis auf die Gipfelregion reichen Teile des Fauna-Flora-Habitat-Gebiets Hoher Vogelsberg (FFH-Nr. 5421-302; 38,6136 km²). Auf dem gesamten Berg befinden sich Teile des Vogelschutzgebiets Vogelsberg (VSG-Nr. 5421-401; 636,4497 km²).

## Bismarckturm
Der auf dem Taufsteingipfel stehende, 22 m hohe Bismarckturm wurde zwischen 1907 und 1910 nach einem Entwurf des Architekten Ludwig Hofmann von 1906 als Aussichtsturm erbaut.
Vorausgegangen waren zwei hölzerne Türme, ursprünglich von der Mitteleuropäischen Gradmessungskommission und vom Großen Generalstab zu Vermessungszwecken errichtet, von denen der erstere 1883 vom Vogelsberger Höhen-Club (VHC) als Aussichtsturm angekauft wurde. Beide mussten 1898 wegen Baufälligkeit abgebrochen werden. Nach der Stiftung von zunächst 3000 Mark durch den VHC-Zweigverein Lauterbach für einen steinernen Aussichtsturm im Jahr 1900 schlug der Hirzenhainer Zweigverein des VHC vor, den neuen Turm als Bismarckturm zu errichten. Daraufhin wurde ein Bauausschuss unter dem Vorsitz von Hugo Buderus gegründet, der sich auch wesentlich an der Finanzierung des Bauwerkes beteiligte. An sein Engagement erinnert eine Gedenktafel im Inneren des Turmes.

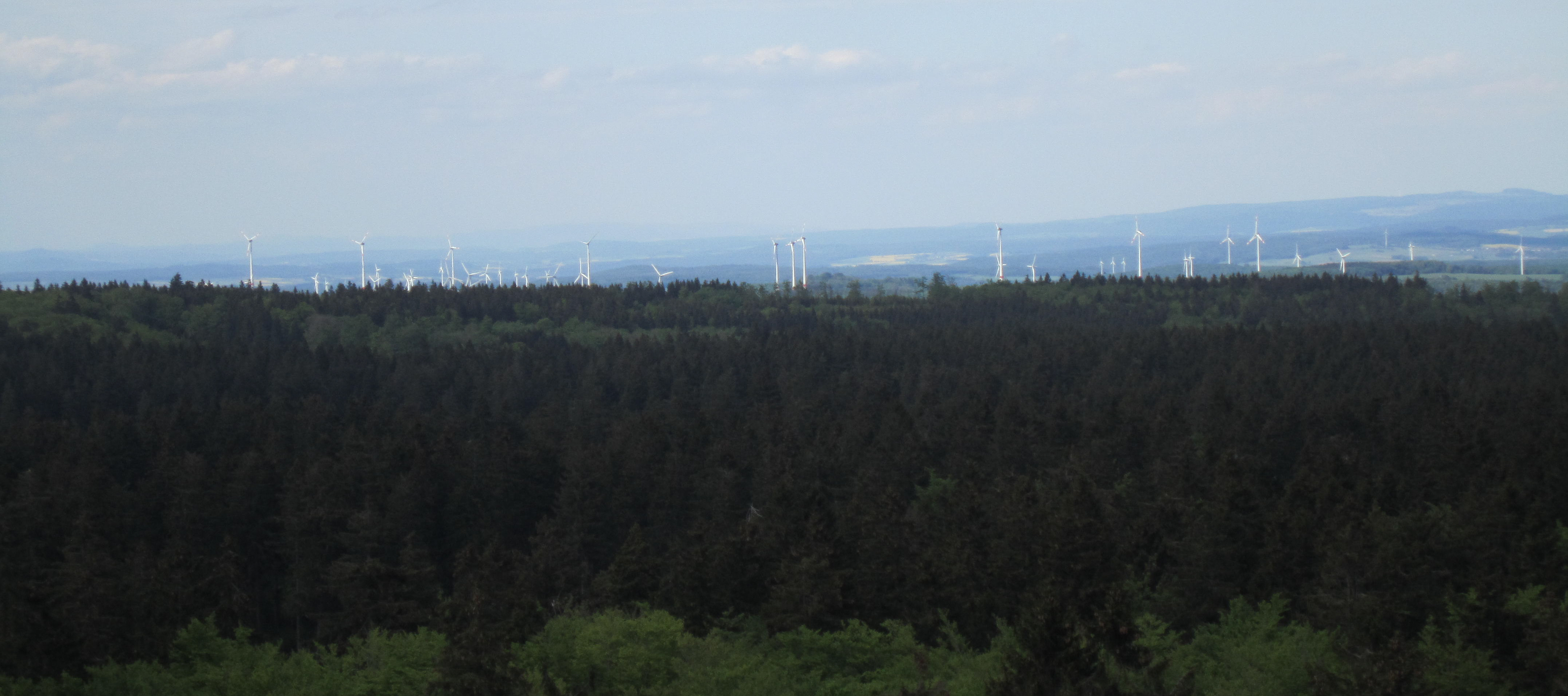
Aussicht vom Bismarckturm auf dem Taufstein (2015)

Wie viele andere Bismarcktürme verfügt auch der auf dem Taufstein über eine (heute ungenutzte) Feuerschale oberhalb der Aussichtsplattform zur Entzündung eines Feuers an Fest- und Gedenktagen. Der Turm wurde zuletzt im Jahr 1997 saniert. Er ist auch im 1952 verliehenen Wappen des bis 1972 bestehenden Landkreises Büdingen abgebildet, dessen höchste Erhebung der Taufstein war.
Zur Aussichtsplattform führen zwei Wendeltreppen aus Stein und Metall sowie eine Betontreppe mit insgesamt 101 Stufen. Der Ausblick vom Turm ist nach Westen, Norden und Osten völlig frei und reicht über weite Teile Hessens bis weit in die angrenzenden Mittelgebirge. Nach Süden ist der Blick durch Rotbuchen versperrt.
Aufgrund von starken Schäden an Mauerwerk und Zwischendecken ist der Turm seit 2020 gesperrt. Ein Zeitplan für die Sanierung liegt noch nicht vor.

## Bonifatiusborn
Auf der Gipfelregion des Taufsteins befindet sich einige Meter südöstlich des Bismarckturms der Bonifatiusborn (auch Bonifatiusbrunnen genannt). Der Sage nach soll hier Bonifatius, der „Apostel der Deutschen“, gepredigt haben. Der Brunnen hat keine Quelle, sondern nur eine Steinumrandung.

## Ehemalige US-Funkstation
Unterhalb des Gipfels befand sich während des Kalten Krieges eine Funkstation (Radio Relay Site) der US Army. Sie wurde in den 1990er Jahren fast vollständig zurückgebaut.